# Yellow Light of Death

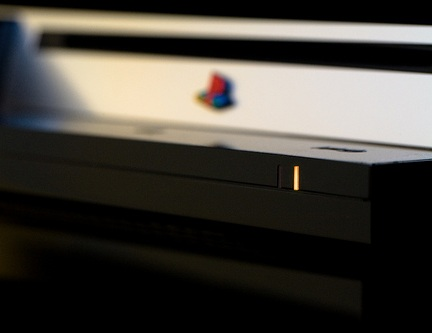
Le Yellow Light of Death sur une console de jeu PlayStation 3.

Le Yellow Light of Death (abrégé en YLoD, littéralement « lumière jaune de la mort ») est une expression familière désignant une panne de la console de jeu PlayStation 3. Le terme a été créé pour trouver un équivalent au Red Ring of Death de la Xbox 360, qui est lui-même inspiré du Blue Screen of Death des systèmes d'exploitation Windows.
Le problème se caractérise par une lumière jaune dès l'allumage de la console, suivie par un clignotement de la lumière rouge, indiquant que la console ne peut plus démarrer.

## Causes du Yellow Light of Death
D'après une enquête menée par la BBC, la principale cause de panne sur la PlayStation 3 est un défaut affectant les soudures de la carte mère, qui entraîne un dysfonctionnement général, survenant habituellement dans les six à douze mois après l'expiration de la garantie. Le temps de fonctionnement réel de la machine ne semble pas entrer en ligne de compte.
Le problème est généralement dû aux soudures faites dans les usines Sony, puisque celles-ci n'étaient pas prévues à la base pour être faites sans plomb, mais à la suite de la loi interdisant le plomb dans les soudures, Sony a préféré souder le RSX (le processeur graphique qui équipe la console) comme prévu, avec pour seul changement les soudures faites à l'étain pur. Cependant, des soudures à l'étain pur demandent une température bien plus élevée, le RSX ne la supportant pas, il a été nécessaire de baisser cette température. Ainsi, les soudures faisaient contact en sortie d'usine, mais n'étaient pas soudées. C'est la corrosion au fil des ans qui a empêché le contact de la carte mère avec le RSX, mettant ainsi la console en mode sécurité, soit le YLoD. 
Il existe des moyens efficaces pour réparer les consoles touchées, mais leur durée de vie après réparation peut être raccourcie si elle n'est pas faite avec soin. Sony propose le remplacement des consoles qui ne sont plus garanties à un tarif préférentiel, avec livraison gratuite à domicile. Certaines solutions ont été découvertes par des utilisateurs, mais elles ne sont que de courte durée car le problème se situe au cœur même de l'électronique.
Les premiers modèles, très consommateurs d'énergie, sont les plus touchés. Depuis la commercialisation du modèle 80 Go (CECHK, CECHL et CECHM) et 160 Go (CECHP et CECHQ) en août 2008 et de la PS3 Slim en 2009, les YLoD se sont raréfiés grâce à la modification de la finesse de gravure du CELL et du RSX : les nouvelles générations de consoles posent ainsi de moins en moins de problèmes de ce type.